# Fred Swearingen
Frederick „Fred“ Swearingen (* 25. Dezember 1921 in Coolville, Ohio; † 16. Dezember 2016 in Carlsbad, Kalifornien) war ein US-amerikanischer Schiedsrichter im American Football, der von der Saison 1960 bis 1980 in der NFL tätig war. Er trug die Uniform mit der Nummer 21, außer in den Spielzeiten 1979 und 1980, in denen positionsbezogene Nummern vergeben wurden.

## Karriere
Swearingen begann im Jahr 1960 seine NFL-Laufbahn als Field Judge. In den späten 60er wurde er zum Hauptschiedsrichter ernannt. Nach der Fusion der AFL und NFL im Jahr 1970 bekleidete er ebenfalls die Position des Hauptschiedsrichters in der neuen NFL.
Er war Field Judge im Super Bowl XIII im Schiedsrichtergespann unter der Leitung von Hauptschiedsrichter Pat Haggerty.
Nach der Saison 1980 beendete er seine Feldkarriere.